# Helepolis
Helepolis (stgr. ἑλέπολις – dosł. „zdobywca miasta”, l.mn. helepoleis) – olbrzymia ruchoma wieża oblężnicza z epoki hellenistycznej.

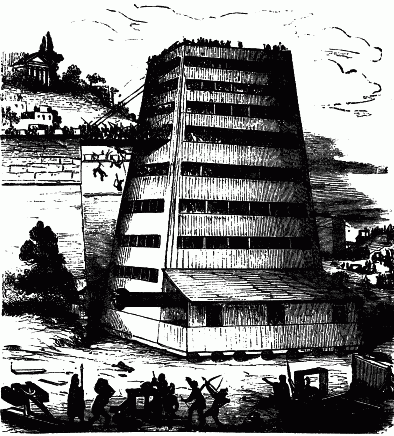
Wieża helepolis w dawnym wyobrażeniu

Starożytna machina oblężnicza udoskonalona przez króla macedońskiego Demetriusza I i według Diodora Sycylijskiego zastosowana przez niego podczas oblężeń Salaminy w 306 i Rodos w 305 p.n.e. Nazwę utworzono od ελείν πόλεις, co oznacza zdobywanie (zajmowanie) miast. Wcześniej skonstruowana była i użyta przez Poliejdosa z Tesalii podczas oblężenia Bizancjum przez wojska Filipa Macedońskiego w 340 p.n.e. Przed nim machiny takie mógł przypuszczalnie stosować syrakuzański tyran Dionizjusz; poświadczone jest również użycie ich przez armię Aleksandra Wielkiego przy oblężeniu Tyru.

## Opis i wykorzystanie
Według Plutarcha Demetriusz Poliorketes w trakcie oblężenia Rodos polecił Epimachosowi z Aten skonstruowanie machiny w postaci wieży o przekroju kwadratowym, kształtu ściętego ostrosłupa. Zbudowana z pni sosnowych i piniowych, części mechaniczne (koła, kołowroty i inne elementy napędowe) miała z drewna dębowego okutego spiżem lub żelazem. Na podstawie przekazów wysokość jej oblicza się na 40–43 m przy boku o długości 20 m u podstawy, a ciężar na ok. 150 ton. Przesuwana na 4 rzędach kół (lub wałów tocznych) o wielkiej średnicy – nawet do 4,6 m, miała aż 9 kondygnacji z blankowaniem na szczycie. Każdy poziom wyposażono w dwie szerokie schodnie (do ruchu obustronnego) i na każdym znajdowały się katapulty i balisty o wielkości malejącej wraz z wysokością. Na najniższym rozmieszczano najcięższe katapulty do wyrzucania 80-kilogramowych kamieni, wyżej – miotające 27-kilogramowe pociski, a jeszcze wyżej – 14-kilogramowe. Najwyższe platformy przeznaczone były dla oszczepników i łuczników ostrzeliwujących obrońców. Przód wieży chroniony był metalowymi płytami zabezpieczającymi przed pociskami i ogniem, zaś otwory strzelnicze (ambrazury) zakrywane okiennicami poruszanymi linami. Obsługę stanowiło 200 ludzi, którzy przesuwali wieżę przy pomocy wewnętrznego kabestanu oraz 3200 innych, którzy ją pchali.

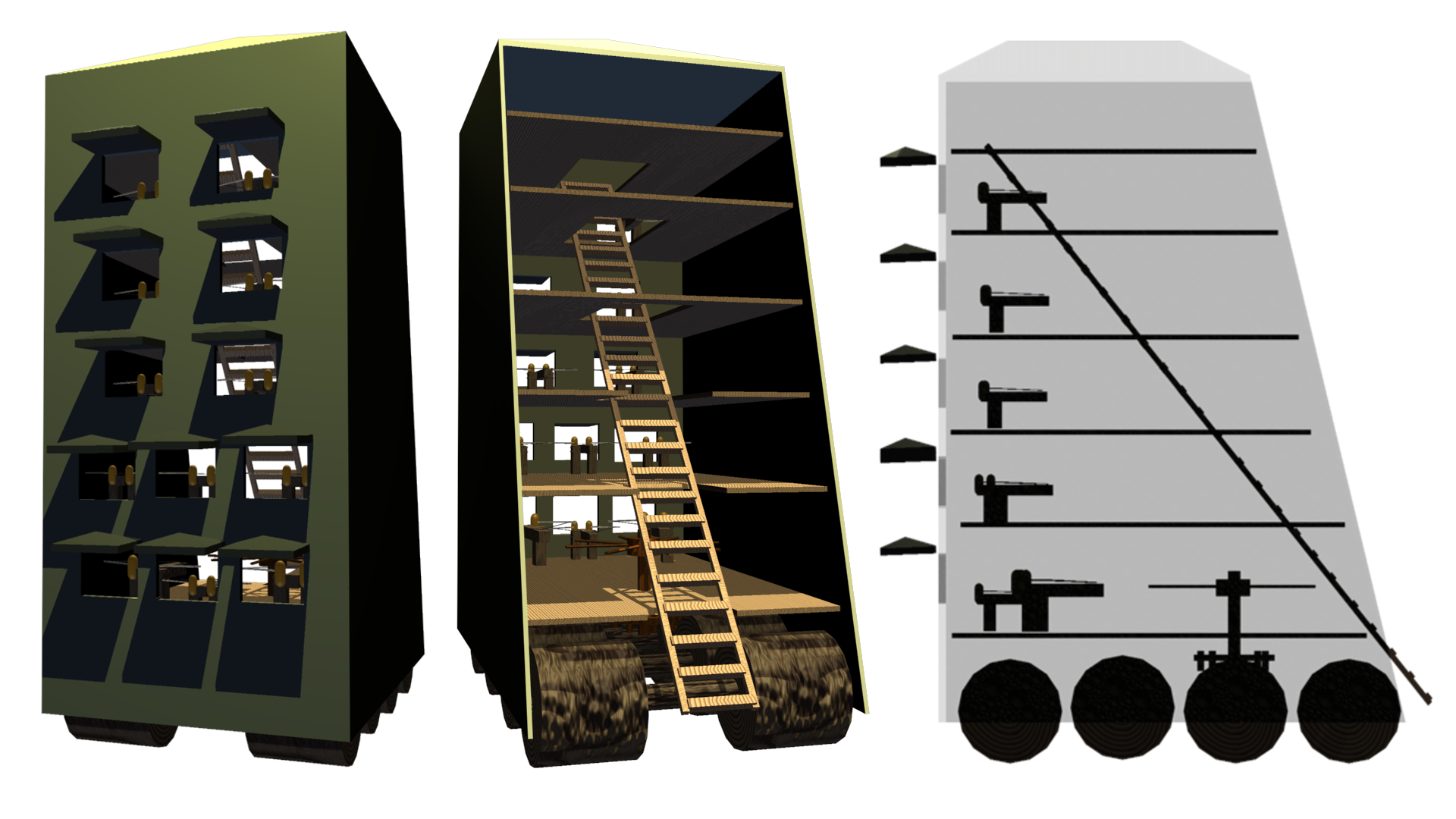
Przypuszczalny wygląd helepolis w trzech rzutach

Przy obleganiu Rodos wykorzystano udoskonalony helepolis, wyposażony w samonastawne koła zamontowane tak, by wieżę można było przesuwać zarówno na boki, jak i do przodu czy do tyłu. Wprawienie w ruch tej konstrukcji o ciężarze do 160 ton wymagało użycia ok. 3400 ludzi, lecz bojowe zastosowanie wykazało jej przydatność, ponieważ balisty dokonały wyłomu w murze. Według świadectwa Witruwiusza obrońcy jednak unieszkodliwili olbrzymią machinę, rozkopując i silnie nawadniając teren przy atakowanym murze, gdzie ostatecznie ugrzęzła ona w rozmiękłym gruncie i w błocie.
Demetriusz zmuszony został do odstąpienia od oblężenia; jego porzucone machiny wojenne Rodyjczycy mieli sprzedać, a za uzyskane fundusze wystawić gigantyczną statuę Kolosa Rodyjskiego.